# Xã Maumee, Quận Allen, Indiana
Xã Maumee (tiếng Anh: Maumee Township) là một xã thuộc quận Allen, tiểu bang Indiana, Hoa Kỳ. Năm 2010, dân số của xã này là 2.620 người.